# Platynus megalops
Platynus megalops är en skalbaggsart som beskrevs av Bates. Platynus megalops ingår i släktet Platynus och familjen jordlöpare. Inga underarter finns listade i Catalogue of Life.